# Antonio Liverani
Pour les articles homonymes, voir Liverani.
Antonio Liverani, né en 1795 à Faenza et mort dans la même ville en 1878, est un peintre néo-classique italien du XIXe siècle spécialisé dans la décoration d'intérieur. Son frère Romolo était aussi artiste.

## Biographie
Né en 1795 à Faenza, Antonio Liverani est devenu peintre comme son frère Romolo, mais était considéré moins talentueux que ce dernier. Il a été formé dans le milieu artistique fréquenté entre autres par Felice Giani et avait été élève de Pietro Piani. Avec ce dernier, Liverani a décoré plusieurs palais de l'Émilie-Romagne et son style artistique a toujours très proche de celui de son maître, devenant même imitation servile de Piani. Il était aussi un céramiste faentino très connu.

## Œuvres
Liste non-exhaustive de ses œuvres :
- Il design a soffitto con grottesche, dessin à la plume et à l'encre brune, 45,8 × 32,8 cm, XIXe siècle, MET[3].